# 西部警察 PART-III
『西部警察 PART-III』（せいぶけいさつパートスリー）は、1983年4月3日から1984年10月22日まで、テレビ朝日などで毎週日曜20:00 - 20:54（JST）に全70話が放送された、石原プロモーション制作のテレビドラマ。

## 概要
前作『西部警察 PART-II』の設定と世界観を引き継いだ続編として制作され、タイトルバックも開始当初は『PART-II』で使われたテーマ曲、それに映像素材をベースとしてそのまま使用していた。このうち後者は新メンバーが加入した第8話より大幅にリニューアルされた。
後述の通り、前作に引き続いて「全国縦断ロケ」が敢行され、爆破シーンに重点が置かれた一方、中盤以降はそれまでのハードアクション路線と入れ替わる形で、レギュラー陣個々の過去や内面をテーマとしたエピソードも増えていった。最終回は3時間枠の特別編成による『さよなら西部警察』として放送され、渡哲也演ずる大門部長刑事の殉職をもって5年に及ぶシリーズに幕を下ろした。

## 主な出演者
大門軍団
- 大門圭介 - 渡哲也
- 沖田五郎 - 三浦友和（第6話まで）
- 山県新之介 - 柴俊夫（第7話から）
- 五代純 - 石原良純（第8話から）
- 北条卓 - 御木裕
- 平尾一兵 - 峰竜太
- 南長太郎 - 小林昭二
- 鳩村英次 - 舘ひろし

捜査係長
- 佐川勘一 - 高城淳一

鑑識課
- 国立六三 - 武藤章生

その他のレギュラー
- 上村七重 - 吉行和子 （第22話まで）
- 大門明子 - 登亜樹子
- 山野美子 - 小野田かずえ （第11話まで）
- 美代子 - 八木美代子
- 記者クラブメンバー - 山根久幸、柿沼大介、山本庄助、遠藤貫也

捜査課長
- 木暮謙三 - 石原裕次郎

## スタッフ
- 制作 - 石原裕次郎
- 企画 - 小林正彦（石原プロモーション）
- プロデューサー - 石野憲助、岩崎純[注釈 3]（石原プロモーション）、星裕夫（テレビ朝日）
- 撮影 - 宗田喜久松、内田清美
- 照明 - 椎葉昇、椎野茂
- 美術 - 小林正義
- 録音 - 佐藤泰博
- 整音 - 小峰信雄
- 編集 - 渡辺士郎、原桂一
- 助監督 - 原隆仁、荻原達、児玉宜久、森清和夫
- 記録 - 小林みどり、高山典子
- 制作担当 - 古賀正行、浅野謙治郎
- 俳優担当プロデューサー - 小島克己
- プロデューサー補 - 岩崎純、高山正彦、仲川幸夫
- 音楽 - 羽田健太郎
  - 演奏 - 高橋達也と東京ユニオン
- 音楽ディレクター - 鈴木清司
- 音楽プロデューサー - 中村進（石原音楽出版社）
- サントラ盤 - テイチクレコード
- 音響効果 - 小島良雄（東洋音響）
- 録音スタジオ - にっかつスタジオセンター
- 技斗 - 高倉英二
- アクション - グループ十二騎会
- エキストラ - クロキプロ
- カーアクション - 三石千尋とマイクスタントマンチーム
- 衣装 - 第一衣裳
- 美粧 - 山田かつら
- 小道具 - 高津映画装飾
- 現像 - 東洋現像所
- 撮影協力 - 鈴木自動車工業、朝日航洋、共豊産業、エンケイ・アルミホイール、出光興産
- 協力 - 日産自動車
- 制作 - 石原プロモーション、テレビ朝日

## 放送日程
- 放送回数については、公式の動画配信などに準じる[1]。
- 太字はDVD化済みエピソード（DVD木暮BOXおよびキャラクターコレクションなどに収録）。

| 放送回 | 放送日              | サブタイトル                                                | 脚本                | 監督     | ゲスト | 視聴率 | 収録DVD                                        | 備考                         |
| ------ | ------------------- | ----------------------------------------------------------- | ------------------- | -------- | --- | ------ | ---------------------------------------------- | ---------------------------- |
| 1      | 1983年04月03日      | 強行着陸!!                                                  | 日暮裕一 宮田雪     | 小澤啓一 | 根上淳、内田勝正、上原敏郎、辰馬伸、西朱実、稲田ゆみ子、麿のぼる、中山照康、近藤良介、小西陽子 | 14.3%  | BOX1 Vol.1                                     |                              |
| 2      | 4月10日             | 護送                                                        | 柏原寛司            | 小澤啓一 | 野平ゆき、浜田晃、ミスター珍、原田力、森大河、俵一、米塚博、有馬明良、城野勝己、菅秀樹、河野登志美、遠山孝一 | 17.0%  | BOX1 Vol.1                                     |                              |
| 3      | 4月24日             | 暴走!幻のシルクロード                                       | 新井光              | 宮越澄   | 本郷直樹、麗灑、清水宏、晴海勇三、石田和彦、芦沢洋三、長谷川一輝、土屋雄二、柴田明、高橋正昭、中瀬博文、北斗太郎、永田雅 | 16.1%  | オキ                                           |                              |
| 4      | 5月01日             | 兄妹                                                        | 大野武雄            | 宮越澄   | 田中浩、片桐竜次、きくち英一、花かおる、庄司三郎、関根久恵、伊吹礼一、田代潤、広瀬伸子、中島由美子、山中康司 | 9.7%   | BOX1 Vol.1 団長(2)                             |                              |
| 5      | 5月08日             | 生命果つるとも                                              | 宮下潤一 武田和也   | 澤田幸弘 | 風間健、宮川洋一、徳弘夏生、三重街恒二、吉宮慎一、山中康司、本庄和子、高橋正昭、山本美洋、小西陽子、甲下和美 | 19.5%  | BOX1 Vol.1                                     |                              |
| 6      | 5月15日             | 沖田刑事・絶唱!                                             | 大野武雄            | 澤田幸弘 | 宮川洋一、中庸助、姿鐵太郎、檀喧太、浜口竜哉、夏樹レナ、高橋義治、浅見小四郎、小池幸次、岡沢徳久子、浅野直人、上野忠彦、神谷潤、郷内栄喜、国宗篤、五十嵐美鈴、大熊敏志、北斗太郎、中瀬博文、城野勝己、西内彰 | 20.1%  | BOX1 Vol.2 オキ                                |                              |
| 7      | 5月22日             | “大将”がやってきた!                                         | 宮田雪              | 村川透   | 江角英明、団時朗、関川慎二、藤江リカ、汐路章、福山象三、広田正光、藤本寛、高橋雅男、石崎洋光、藤原益二、有馬明良、古川隆、中尾慎司 | 15.3%  | BOX1 Vol.2 タイショー                          |                              |
| 8      | 6月05日             | 1983, 西部署配属 －五代純－                                 | 峯尾基三            | 渡辺拓也 | 吉沢健、江幡高志、草薙良一、影山英俊、小寺大介、大屋隆俊、谷村隆之、柳家小満ん、金子勝美、吉橋定夫、遠山孝一、渡辺照二、北條明夫、柴田明、青木勇次、大田進 | 10.2%  | BOX1 Vol.2 ジュン                              |                              |
| 9      | 6月12日             | 白銀に消えた超合金X! －福島・前篇－                         | 永原秀一            | 小澤啓一 | （第9・10話共通）下條正巳、田口計、小林勝彦、唐沢民賢、岩淵智子 （第9話のみ）松本朝夫、滝川潤、石山雄大、田辺年秋、鶴岡修、佐藤冨美、俵一、三上剛仙、岡田和子、西内彰、星野晃、森幹太、外山高士 （第10話のみ）松田章生、永野明彦、高橋正昭、石崎洋光、有馬明良 | 17.8%  | BOX1 Vol.2                                     |                              |
| 10     | 6月19日             | 雪の会津山岳決戦! －福島・後篇－                            | 新井光              | 小澤啓一 | （第9・10話共通）下條正巳、田口計、小林勝彦、唐沢民賢、岩淵智子 （第9話のみ）松本朝夫、滝川潤、石山雄大、田辺年秋、鶴岡修、佐藤冨美、俵一、三上剛仙、岡田和子、西内彰、星野晃、森幹太、外山高士 （第10話のみ）松田章生、永野明彦、高橋正昭、石崎洋光、有馬明良 | 14.0%  | BOX1 Vol.3                                     |                              |
| 11     | 6月26日             | 狙撃                                                        | 柏原寛司            | 村川透   | 東京ぼん太、名和宏、高橋明、市村博、村上幹夫、森下明、村尾由紀子、藤本秀次、高橋良三、林弘造 、菊川予市 、深作覚 、青木ひみ 、山口夏穂 | 10.2%  |                                                |                              |
| 12     | 7月03日             | 二人だけの戦争                                              | 宮下潤一            | 渡辺拓也 | 鹿取容子、島英津夫、三角八郎、友金敏雄、鈴木和夫、吉中六、原田千枝子、佐喜本杉、宮田直美、中山照康 | 16.3%  |                                                |                              |
| 13     | 7月10日             | 追跡!1825日                                                 | 新井光              | 澤田幸弘 | 剣持伴紀、美木良介、畑中猛、長谷川一輝、入江正徳、相原巨典、三上剛、高松慶次、永田雅、北條明夫、遠山孝一、堀越智子 | 12.1%  | チョウさん                                     |                              |
| 14     | 7月17日             | マシンZ・白昼の対決!!                                       | 日暮裕一 新井光     | 澤田幸弘 | 長塚京三、早川研吉、加地健太郎、岸本功、奥村樹里、五十嵐五十鈴、松浦留達、池本政孝、山崎猛 | 11.4%  | BOX1 Vol.3                                     |                              |
| 15     | 7月24日             | 若き獅子                                                    | 永原秀一            | 荻原達   | 川合伸旺、五十嵐知子、片岡五郎、日向明子、坂田金太郎、市村博、山岡八高、田村貫、田代潤、三宅優司、小室忠雄、藤原益二、高橋正昭、柴田明、中山照康、北斗太郎 | 9.1%   | BOX1 Vol.3 ジュン                              |                              |
| 16     | 8月21日             | 大門軍団フォーメーション                                    | 新井光 日暮裕一     | 荻原達   | 市川好朗、汐路章、壇喧太、高品正広、井上美恵子、山中康司、菊川予市、深作覚、峯岸康男、番場一昭、石川徹、薄井伸一、青木勇次、根本聖一 | 9.1%   | BOX1 Vol.3                                     |                              |
| 17     | 8月28日             | 吠えろ!!桜島 －鹿児島篇－                                   | 永原秀一            | 小澤啓一 | 山本伸吾、好井ひとみ、木村元、ジョン・ランカスター、稲垣昭三、中村孝雄、森下明、西内彰、有馬明良、藤原益二 | 13.6%  | BOX1 Vol.4                                     |                              |
| 18     | 9月04日             | パニック・博多どんたく －福岡篇－                           | 大野武雄            | 小澤啓一 | 剛たつひと、佐藤美知子、藤木孝、北村総一郎、塚本恭弘、信実一徳、倉島襄、石田和彦、深谷みさお、林弘造、石田紀子、廣末隆幸、宮本一郎、石文明 | 10.1%  | BOX1 Vol.4                                     |                              |
| 19     | 9月11日             | 決戦!燃えろ玄界灘 －福岡篇－                                | 宮下潤一            | 小澤啓一 | 松本ちえこ、黒部進、成瀬正、中庸助､大前田武、庄司三郎、小山昌幸、戸塚孝、小坂明央、二家本辰巳、高橋義治、松本清昭、中江望、郷内栄喜、高橋正昭、金尾年勝、安武勇 | 11.4%  | BOX1 Vol.4                                     |                              |
| 20     | 9月18日             | 40億の罠                                                    | 宮田雪              | 渡辺拓也 | 吉田豊明、河村弘二、今井健二、松本朝夫、関根久恵、姿鐡太郎、松尾文人、大河内稔、相原巨典、村上幹夫、市村博、トニー・マーテブー、オール・トーマス、ジョン・バーカル、小寺大介、荒瀬寛樹、石崎洋光、星野晃、菊川予市 | 13.0%  |                                                |                              |
| 21     | 9月25日             | PM3・消えた1億円                                            | 杉村のぼる          | 渡辺拓也 | 小野進也、姫るり子、森大河、小見山玉樹、夏樹レナ、岩城和男、浜口竜哉、西合東、中島由美子、大友あつ子、岡村弘子、麿のぼる、相馬剛三、野竹和子、森下いづみ | 12.4%  |                                                |                              |
| 22     | 10月02日            | 最上川舟唄                                                  | 永原秀一 那須真知子 | 村川透   | 伊佐山ひろ子、山下洵一郎、山西道広、岩崎美由紀、鶴岡修、大東梁佶、大木史朗、山本日出一、石原浩、西内彰、高橋正昭、柴田明、永田雅 | 9.2%   | BOX1 Vol.4                                     |                              |
| 23     | 10月16日            | 走る炎!!酒田大追跡 －山形篇－                               | 宮下潤一            | 村川透   | 谷村昌彦、田中浩、千波丈太郎、外山高士、江見俊太郎、宗田まこと、高橋明、徳弘夏生、港雄一、佐藤輝昭、高橋正昭、西内彰、中瀬博文、城野勝己、田代潤 | 14.2%  | BOX1 Vol.5                                     |                              |
| 24     | 10月23日            | 誘拐!山形・蔵王ルート －山形篇－                            | 永原秀一 新井光     | 村川透   | 金内吉男、草薙幸二郎、中田博久、外野村晋、庄司三郎、石田和彦、辰馬伸、有馬明良、星野晃、深作覚、劇団北 | 11.4%  | BOX1 Vol.5                                     |                              |
| 25     | 10月30日            | 長いお別れ                                                  | 柏原寛司            | 村川透   | 中島ゆたか、岡崎二朗、睦五朗、原田力、永野明彦、高品正広、上田耕一、森下明、長谷川一輝、白石達始、伊吹礼一、藤原益二、北斗太郎、鈴木実、中瀬博文、布施絵里子、大島光幸、有馬明良、遠山孝一、中山照康 | 16.2%  | BOX1 Vol.5                                     |                              |
| 26     | 11月06日            | ぼくらは少年探偵団                                          | 中村律子            | 澤田幸弘 | 二瓶正也、池田進、親松洋治、篠武士、草薙良一、岡本広美、加地健太郎、大山豊、槇ひろ子、 広田正光、高林幸夫、みき進太、北斗太郎、鶴野晃弘、郷内栄喜、 長沼優、 藤田裕二 | 15.1%  | BOX1 Vol.5                                     |                              |
| 27     | 11月13日            | 銃撃                                                        | 柏原寛司 新井光     | 小澤啓一 | 土屋嘉男、沢田和美、小池雄介、大下哲矢、市村博、河合絃司、沢田勝美、浜口竜哉、田原千之右、柄沢英二、斉藤英雄、三重街恒二、二家本辰巳、藤原益二郎、鈴木実、小林正美、鈴木省二 | 15.2%  | ハト(2)                                        |                              |
| 28     | 11月20日            | 大将と二等兵                                                | 大野武雄            | 澤田幸弘 | 石橋雅史、六浦誠、金井大、東山明美、関川慎二、吉中六、壇喧太、荻原紀、荒瀬寛樹、山中康司、山口ひろみ、加藤茂雄、石井政彰、小松明義、澤田洋、宇佐美多恵子、宮田せいじ、時田成美、三重街恒二、菊川予市、清水進一、浅野直人、山川一昭 | 14.3%  | BOX1 Vol.6 タイショー                          |                              |
| 29     | 11月27日            | 生命尽きても!平尾一兵                                       | 峯尾基三            | 小澤啓一 | 森山周一郎、杉江廣太郎、鈴木欽也、石山雄大、倉島襄、田村貫、福岡正剛、山岡八高、高瀬夏子、土屋雄二、新田恵美子、田野倉智英、畑中猛、中江望、森幸枝、石崎洋光 | 15.4%  | イッペイ(2)                                    |                              |
| 30     | 12月04日            | 謀殺のタイムリミット                                        | 宮下潤一 武田和也   | 村川透   | 中西良太、黒部進、井上博一、鶴岡修、林弘造、小寺大介、神崎じゅんや、藤田健一、中山照康 、西内彰 | 15.7%  |                                                |                              |
| 31     | 12月11日            | 思い出さがし                                                | 宮田雪              | 荻原達   | 宇佐美恵子、近藤宏、石橋雅史、太刀川寛、夏樹レナ、武藤英司、岸本功、新海丈夫、山中康司、河合絃司、松田銀子、尾上みゆき、西内彰、石崎洋光、貫井正浩、佐藤由布子、深作裕美、高川裕也、遠山孝一、中山照康、藤田健一、横内直人、高市好行 | 14.2%  | BOX1 Vol.6                                     |                              |
| 32     | 12月18日            | 杜の都・激震!! －宮城・前篇－                               | 峯尾基三            | 小澤啓一 | （第32・33話共通）小野武彦、稲垣昭三、広瀬昌助、成瀬正、三浦リカ、南城竜也、高林幸平、中田譲治、高橋正昭、斉藤正基、佐原健二 （第32話のみ）片岡五郎、田島義文、大河内稔、永野明彦、相沢治夫、酒井郷博、玉澤由美、有馬明良、藤原益二、西内彰、澤村ハツヨ、幸田宗丸 （第33話のみ）チェリッシュ※ノンクレジット、入江正徳 | 11.0%  | BOX1 Vol.6                                     |                              |
| 33     | 12月25日            | 仙台爆破計画 －宮城・後篇－                                 | 宮田雪              | 小澤啓一 | （第32・33話共通）小野武彦、稲垣昭三、広瀬昌助、成瀬正、三浦リカ、南城竜也、高林幸平、中田譲治、高橋正昭、斉藤正基、佐原健二 （第32話のみ）片岡五郎、田島義文、大河内稔、永野明彦、相沢治夫、酒井郷博、玉澤由美、有馬明良、藤原益二、西内彰、澤村ハツヨ、幸田宗丸 （第33話のみ）チェリッシュ※ノンクレジット、入江正徳 | 15.0%  | BOX1 Vol.6                                     |                              |
| 34     | 1984年01月01日      | 燃える勇者たち （2時間スペシャル）                          | 峯尾基三            | 小澤啓一 | 勝新太郎、財津一郎、倉田保昭、亀石征一郎、松下達夫、松本朝夫、大竹かおる、ウイリー・ドーシー、福本清三、石山雄大、小池雄介、椎谷建治、横山あきお、塚田ミチ、北条ユキ、三島新太郎、南雲祐介、戸塚孝、水野恵、山本美洋、鈴木美津男、長沼紀子、木暮桂子、江島由美子、大熊敏志、庄司顕仁、渡辺一彦、菊川予市、遠藤貫也、高橋正昭、中山照康、窪祥一、藤田健一、中瀬博文、山崎博、二家本辰巳、深作覚、山中康司、丹波哲郎（特別出演）、特技:宍戸大全                                 | 10.9%  | 西部警察 SPECIAL 特典ディスク                  | 放送通算200回記念スペシャル  |
| 35     | 1月08日             | 刑事無情                                                    | 永原秀一            | 村川透   | 神山繁、鹿内孝、澪あつ子、内藤剛志、掛田誠、荻原紀、みかの奈々、遠山孝一、星野晃、深作覚、有馬明良、菊川予市、柴田明 | 12.3%  | BOX2 Vol.7                                     |                              |
| 36     | 1月15日             | 灼熱の拳銃                                                  | 峯尾基三 西脇英夫   | 荻原達   | 小宮健吾、友金敏雄、野平ゆき、不知火艶、大島宇三郎、石井和彦、澤田洋、石井茂樹、松永光次、砦正也、石井政彰、中尾正明、宮前弘、森田樹大 | 10.0%  |                                                |                              |
| 37     | 1月22日             | 対決!!マグナム44                                            | 宮下潤一 日暮裕一   | 村川透   | 伊吹剛、八名信夫、早川研吉、森下明、南雲祐介、影山英俊、宮脇敬、加地健太郎、北村克美、中江望、新田恵美子、村上幹夫、五女月ミヨ子、渡辺誠、北斗太郎、菊川予市、澤田洋、石井政彰、砦正也、浅野直人、星野晃、二家本辰巳、鈴木実、上田耕一郎、渡辺宣久 | 13.8%  | ジュン                                         |                              |
| 38     | 1月29日             | さよならに接吻を―                                           | 柏原寛司            | 村川透   | 麻丘めぐみ、葉山良二、山西道広、福山象三、相原巨典、田代潤、日野優、太田達男、中尾正明、渡辺一彦 | 13.2%  | BOX2 Vol.7 ハト(3)                             |                              |
| 39     | 2月05日             | 長さんと泥棒                                                | 宮田雪              | 荻原達   | 玉川良一、小林重四郎、森幹太、江角英明、棟里佳、河西健司、姿鐵太郎、波多江清、中屋敷哲也、相原巨典、村井尚人、柚木賢、山崎洋治、岸本功、八幡源太郎、深大寺敏己、大西登輝、伊藤大五 | 12.1%  | BOX2 Vol.7 チョウさん                          |                              |
| 40     | 2月12日             | 激闘!!炎の瀬戸内海 －岡山・高松篇－                         | 宮下潤一            | 小澤啓一 | 佐藤允、伊吹徹、中山昭二、大前田武、上原敏郎、井上博一、舟久保信之、中島由美子、影山英俊 | 11.8%  | BOX2 Vol.7                                     |                              |
| 41     | 2月19日             | 激突!!檀ノ浦攻防戦 －岡山・高松篇－                         | 宮下潤一            | 小澤啓一 | 睦五郎、五十嵐知子、宮口二郎、根岸一正、長江英和、荻原紀、三上剛、庄司三郎、村上幹夫、石田和彦、戸塚孝、石崎洋光、西内彰 | 12.2%  | BOX2 Vol.8                                     |                              |
| 42     | 2月26日             | 幻のチャンピオン                                            | 大野武雄            | 荻原達   | 水島美奈子、松林竜夫、堀田真三、伊達三郎、重久剛一、森大河、三輪時男、徳弘夏生、ホリベン、相沢治夫、三重街恒二、原田千枝子、小寺大介、有馬明良、晴乃ピーチク、安藤博信、深作覚、清水進一、柴田明、根本聖一 | 13.2%  | イッペイ(1)                                    |                              |
| 43     | 3月04日             | 少年Aの2時間                                                | 新井光 永海秀国     | 村川透   | 石濱朗、番場恵介、大石はるみ、瀬川新蔵、高橋明、高山千草、市村博、広田正光、宮田光、水橋和夫、杉本親寛、熊谷圭真、志賀真理子、森幸枝、知野友子、松尾節子、柘植玉妃 | 13.0%  | BOX2 Vol.8                                     |                              |
| 44     | 3月11日             | 走れ一兵! 成田発PM3                                         | 大野武雄 日暮裕一   | 村川透   | 神保美喜、富田浩太郎、矢野間啓二、外山高士、泉よし子、鶴岡修、辰馬伸、岡本達哉、湯沢勉、島村美妃、小松明義、桑原浩、丹野由美子、芦沢洋三、古田たみ、河辺圭子、藤原益二、菊川予市、摂裕子、北斗辰典、村上久勝、鶴野晃弘 | 13.5%  | BOX2 Vol.8                                     |                              |
| 45     | 3月18日             | 幻の銀バッジ                                                | 新井光              | 辻理     | 市川好朗、黒部進、大谷朗、檀喧太、星野晃、赤木健一郎、岡崎夏子、若狭広海、水橋和夫、五十嵐美鈴、西内彰、鈴木実、澤田洋、梶山敏博、浅野直人 | 13.4%  | ダーティーキャラクター コレクションシリーズ(1) |                              |
| 46     | 3月25日             | さらば友よ                                                  | 永原秀一            | 辻理     | 目黒祐樹、佐伯徹、姿鐡太郎、美木良介、若尾義昭、熊谷圭真、山中康司、大東梁佶、村松勉、遠藤貫也、金子勝美、尾添早苗、堀江淳子、田代潤、森下明、藤原益二、渡辺二郎、清水進一、城野勝己、北斗太郎、横内直人、鶴野晃弘 | 9.7%   | BOX2 Vol.8 タイショー                          |                              |
| 47     | 4月01日             | 冬の軍団長                                                  | 金子成人            | 村川透   | ジョニー大倉、寺島達夫、水上功治、南城竜也、福家美峰、友金敏雄、高橋雅男 、藤原あい子 、稲葉淳子 、遠山孝一、藤田健一 、伊藤明徳 | 13.0%  | 団長(2)                                        |                              |
| 48     | 4月08日             | 戦士よ、さらば                                              | 宮下潤一 日暮裕一   | 村川透   | 林ゆたか、西本裕行、江角英明、中真千子、中曽根智美、望月哲也、庄司麻由里、山岡八高、波多江清、麿のぼる、田村幸子、砦正也、渡辺一彦、中瀬博文 | 11.8%  | BOX2 Vol.9                                     |                              |
| 49     | 4月22日             | 激追!!地を走る3億ドル －大阪・神戸篇－                      | 宮下潤一            | 小澤啓一 | 小野みゆき、深江章喜、滝川潤 、福本清三、吉中六、ジャック・マンガム、西内彰、星野晃、郷内栄喜、兼田晴臣、荻原郁三、丹羽政彦、山本嘉昭、南条好輝、岡村嘉隆、邦保、赤塚歩、佐々木保典、中島淳、下元年世、上村敦史、中矢三平、山崎博之、川北浩志、大西信弥、キダ・タロー※ノンクレジット | 10.1%  | BOX2 Vol.9                                     |                              |
| 50     | 4月29日             | 京都・幻の女殺人事件 －京都篇－                             | 新井光 山浦弘靖     | 小澤啓一 | 浅野ゆう子、神田隆、唐沢民賢、北村総一朗、辰馬伸、篠田薫、小寺大介、高橋正昭、遠山孝一、松浦達留、坂口徹郎、内田哲平、加治春雄、多田舜一郎、鈴木新次、入江慎也、芝本正、久山まどか、井上篤子、吉川京子、乾浩明、田中弘史、米村嘉洋、上原まゆみ、長谷川恵子、平尾美智子、塚本幸一（ワコール会長）、大宮隆（寶酒造会長）、納屋嘉治（淡交社社長）、西川きよし（友情出演） | 6.8%   | BOX2 Vol.9                                     |                              |
| 51     | 5月06日             | 爆発5秒前!琵琶湖の対決 －大阪・大津篇－                     | 新井光              | 小澤啓一 | 内田勝正、大下哲矢、庄司三郎、石田和嗣、松川信、荻原紀、二家本辰巳、鈴木実、深作覚、田畑猛雄、西園寺章雄、石屋智子、淡路みゆき、池田律生、武田裕紀子、武原大介、進藤静義、真鍋みよ子、西村寿一、滝川千春、高井六助、有元正人、喜多康二、三田乙絵、尼子操、黒済洋子 | 11.6%  | BOX2 Vol.9                                     |                              |
| 52     | 5月20日             | ターゲット・X! －鳩村、絶体絶命!－                          | 宮田雪              | 澤田幸弘 | 舟倉由祐子、森幹太、千波丈太郎、高野真二、片岡五郎、ピーター・エス、荻原紀、大屋隆俊、清水宏、永野明彦、石崎洋光、西内彰、深作覚、熊谷圭真、トニー・マーティブー、町田幸夫、ネイト・ブラスク、村上幹夫 | 9.5%   | BOX2 Vol.10                                    |                              |
| 53     | 5月27日             | 北帰行                                                      | 新井光 大野武雄     | 澤田幸弘 | 佐藤浩一、山口美也子、大熊敏志、福山象三、長山紀子、大木史朗、原田千枝子、鈴木実、菊川予市、星野晃、遠藤貫也、酒井郷博、藤井四郎、大竹五郎 | 8.4%   | BOX2 Vol.10                                    |                              |
| 54     | 6月03日             | 眼には眼を                                                  | 西脇英夫            | 萩原達   | 伊藤敏八、園めぐみ、三島新太郎、神弘無、入江正徳、高瀬夏子、荒瀬寛樹、大矢兼臣、町田幸夫、竹内靖、柴田明、高橋正昭、中山照康、柳田吉功、郷内栄喜、清水進一 | 9.8%   |                                                |                              |
| 55     | 6月10日             | 妹                                                          | 宮下潤一            | 萩原達   | 長谷川明男、永田三奈、剣持伴紀、湯川勉、畑中猛、石垣恵三郎、岡幸次郎、石津泰彦、深大寺敏己、みき進太、稲葉年治、二家本辰巳、山本伸次、山内紹嗣、田村由加、小林由利美 | 8.3%   | BOX2 Vol.10                                    |                              |
| 56     | 6月17日             | 80通の脅迫状                                                | 新井光 中村勝行     | 辻理     | 伊吹徹、松本ちえこ、吉田次昭、須藤健、小笠原弘、三田登喜子、奈辺悟、松尾文人、野中菜美、渡辺真実、白鳥律子、横内直人、藤本秀次、砦正也、石井政彰 | 8.1%   |                                                |                              |
| 57     | 6月24日             | 帰って来た逃亡者                                            | 宮下潤一 日暮裕一   | 辻理     | 藍ともこ、深水三章、武藤英司、外山高士、大前田武、斉藤乃里子、早川研吉、不知火艶、若尾義昭、佐藤りょういち、鎌田功、竹田生子、峰祐介、沢まどか、鶴野晃弘、菊川予市 | 12.8%  | タイショー                                     |                              |
| 58     | 7月01日             | 5分間の逆転!!                                               | 日暮裕一            | 村川透   | 中西良太、山本ゆか里、石橋雅史、信実一徳、幸英二、伊吹礼一、入江正徳、里木佐甫良、宮寺康夫、山崎洋治、村上幹夫、小林由利美 | 9.1%   | ハト(3)                                        |                              |
| 59     | 7月08日             | さらば老兵                                                  | 新井光 杉村のぼる   | 村川透   | 花沢徳衛、野平ゆき、森大河、飯田浩幾、浅見小四郎、矢野泰子、高久洋、細川周一、五女月ミヨ子、砦正也 | 17.0%  | BOX2 Vol.10                                    |                              |
| 60     | 7月15日             | 跳べ!探知犬リュウ                                           | 宮田雪 高久進       | 荻原達   | 成瀬正、中島由美子、武藤裕子、大木史朗、山中康司、山本武、小寺大介、森下明、戸塚孝、尾形祐子 | 8.2%   | BOX2 Vol.11                                    |                              |
| 61     | 8月12日             | 父と子の激走! －ニューマシン・刀R－                         | 日暮裕一 宮下潤一   | 荻原達   | 玉川伊佐男、氏家修、きくち英一、姿鐡太郎、檀喧太、石崎洋光、二家本辰巳、菊川予市、斉藤崇、酒井郷博、矢野英樹 | 8.4%   | BOX2 Vol.11                                    |                              |
| 62     | 8月19日             | 幻のチェッカーフラッグ                                      | 新井光              | 澤田幸弘 | 草川祐馬、鈴木欽也、流健二郎、鶴岡修、吉沢健、加地健太郎、小笠原弘、宮田光、関川慎二、小池幸次、荒瀬寛樹、小田切和美 | 8.0%   |                                                |                              |
| 63     | 8月26日             | 母と子の約束                                                | 新井光 大野武雄     | 澤田幸弘 | 菅井きん、佐藤仁哉、蔵迫泰子、大山豊、三重街恒二、森下明、渡辺一彦、芦沢洋三、大保安弘、吉村真理、西内彰、星野晃、中瀬博文、高橋正昭、高市好行 | 9.4%   | BOX2 Vol.11                                    |                              |
| 64     | 9月09日             | 愛と哀しみの銃弾                                            | 新井光 杉紀彦       | 小澤啓一 | 森昌子、内田稔、亀石征一郎、岩城力也、舟久保信之、竹下良一、柳田吉功、相沢治夫、名川貞郎、川西泰子、戸塚孝、武石聡、村上幹夫、渡辺真実、遠山孝一、荒木則子、荒川ヒロ子、芦川務、横内直人 | 14.0%  | BOX2 Vol.11 課長                               |                              |
| 65     | 9月16日             | 14年目の賭け                                                | 宮田雪              | 小澤啓一 | 畑中葉子、河合絃司、片岡五郎、神ひろし、南雲佑介、影山英俊、磯崎亜紀子、永野明彦、水橋和夫、相原巨典、森岡隆見、鈴木実、石崎洋光、郷内栄喜、藤田健一、鶴野晃弘、松浦達留、永田雅、森田章次、福岡徳重、大西登輝 | 12.0%  | チョウさん                                     |                              |
| 66     | 9月23日             | 鮮血の絆!                                                   | 宮下潤一            | 村川透   | 御木本伸介、早川雄三、伊吹徹、勝村淳、井上博一、松井きみ江、高崎隆二、高橋雅男、西内彰、船渡伸二、麿のぼる、小田切和美、小寺大介、中瀬博文、藤原益二、清水進一、横内直人、遠藤貫也 | 12.9%  | ジョー                                         |                              |
| 67     | 9月30日             | たった一人の挑戦                                            | 日暮裕一            | 村川透   | 舟倉由祐子、鹿内孝、笠井一彦、長江英和、入江正徳、森下明、菊川予市、佐藤雅美、村川めぐみ、畑中猛、高橋正昭、深作覚、宇佐美眉 | 13.4%  | ハト(3)                                        |                              |
| 68     | 10月14日            | 真夜中のゲーム                                              | 柏原寛司            | 原隆仁   | 三好鉄生、風間舞子、山西道広、桜京美、草薙良一、清水宏、鶴岡修、早川研吉、荻原紀、中島元、熊谷圭真、杉田広、北野ゆり、細川周一、戸井田勝利、沼岡淳、石井政彰 | 13.9%  | BOX2 Vol.12 ハト(2)                            |                              |
| 69     | 10月21日            | 愛の旅立ち                                                  | 新井光              | 渡辺拓也 | 宍戸錠、秋山武史、きくち英一、姿鐡太郎、横山あきお、小寺大介、本間千恵子、三重街恒二、森下明、二家本辰巳、星野晃、藤原益二、鶴野晃弘、中尾正明、清水進一 | 17.9%  | BOX2 Vol.12 ジュン                             |                              |
| 70     | 10月22日 （月曜日） | さよなら西部警察 大門死す!男達よ永遠に… （3時間スペシャル） | 永原秀一 峯尾基三   | 小澤啓一 | 原田芳雄、宝田明、中村晃子、中丸忠雄、倉田保昭、小林稔侍、黒部進、深水三章、北条清嗣、中田鉄治、成瀬正、小野武彦、中真千子、ジャンル・ウルフ、マリーエレーヌ・ヴォー、ニコラス・シャルパンティーエ、ルネ・ウィアード、福岡正剛、松本朝夫、川口智子、入江正徳、片岡五郎、庄司三郎、石田和剛、 原吉実、山本武、佐藤政道、高杉哲平、谷村隆之、萩原紀、二家本辰己、小寺大介、郷内栄喜、西内彰、菊川予市、清水進一、高久洋、迫文代（ノンクレジット）、武田鉄矢（友情出演）、山村聡 | 25.2%  | BOX2 Vol.12 団長(3)                            | テレビ朝日開局25周年記念番組 |

## 地方ロケ
(※日本全国縦断ロケも参照。)
福島（第9・10話）
全国縦断第5弾。クライマックスシーンでは、日中ダム建設地に作られた総工費3000万円の要塞を爆破。
静岡（第15話）
鹿児島（第17話）
全国縦断第6弾。クライマックスシーンでは、桜島内の採石場跡に作られた要塞を爆破。
福岡（第18話・19話）
全国縦断第7弾。第18話は博多どんたくが開催される中撮影され、実際のパレードや舞台演技が登場する。第19話は福岡市漁業協同組合の協力で大漁旗を掲げた約100隻の漁船がエキストラ出演し、クライマックスシーンでは1700万円の漁船が爆破された。第19話の脚本を書いた宮下は、『ゴリラ・警視庁捜査第8班』第19話でも、福岡を舞台に犯人がモーターボートで逃亡する脚本を書いている。
山形（第23・24話）
全国縦断第8弾。第23話では民間から購入した倉庫、貨車、ミサイルのセットを、第24話では馬匹車（日野製）を、それぞれクライマックスの爆破シーンに使用。また第23話は日本国有鉄道新潟鉄道管理局（当時）などの協力の元、酒田駅・酒田港駅などでも撮影が行われた。放送当時日本テレビ系列とのクロスネット局で、なおかつクロスネット局で唯一同時ネットで放送されていた山形放送が制作協力を行った。
宮城（第32話・33話）
全国縦断第9弾。第33話では移動アジトバスを爆破。撮影はエンドーチェーン、岩沼屋（現：TAOYA秋保）、西仙台ハイランド（仙台ハイランド）、日産サニー宮城（現：日産サティオ宮城）などで実施された。
名古屋（第34話）
岡山・高松（第39話・40話）
全国縦断第10弾。第39話では下電バスと建造物のダブル爆破を敢行、後者の爆破費用は1500万円に上る。
撮影は鷲羽山ハイランド、高松国際ホテル、加ト吉山本工場、丸亀町商店街、観音寺競輪などで実施された。
青木ヶ原樹海（第42話）
大阪・神戸（第48話）
全国縦断第11弾。クライマックスシーンはグリーンスタジアム神戸（現・ほっともっとフィールド神戸）建設用の造成地にて撮影され、ダンプを改造した装甲車もどきが登場したほか、プレハブ倉庫の爆破も行われた。（神戸市営地下鉄名谷駅周辺）（グリーンピア三木）
京都（第49話）
全国縦断第11弾。撮影は宝酒造、ワコールなどで実施。
大津（琵琶湖）（第50話）
全国縦断第11弾。最初の大阪市大正区内で起こったとされるニトログリセリン爆発事件のロケ地は、実際には第48話のロケが行われた神戸市須磨区白川台にある白川ランプが使用された。ラストの撮影は琵琶湖汽船の外輪船「ミシガン」を使って行われた。
パリ・北海道（札幌・夕張）・福岡・静岡・瀬戸内海（岡山）（第70話）
クライマックスシーンである「剣島」（つるぎしま・博多湾沖にある島といわれる）のロケは、当初は瀬戸内海ではなく長崎県の軍艦島で行う予定だったが、軍艦島自体がロケに危険な場所（建造物の予期せぬ崩壊の危険とロケ中の衛生管理上の問題）であることや、当時ANN系列局が長崎にないことから、ANN系の瀬戸内海放送の一押しで岡山県の犬島に変更して行われた。
この他、当時完成したばかりの瀬戸内海放送・岡山本社ビルでのロケも実施された。
最終話の制作費用は6億円と言われる（関西地区の視聴率は33%を記録）。

## 登場車両
- スーパーZ
- マシンRS（ - 15話）
- サファリ4WD
- RS-1（16話 - ）
- RS-2（16話 - ）
- RS-3（16話 - ）
- マシンX（47話のみ）
- SUZUKI GSX1100S[注釈 15]
- KATANA-R（60話 - ）
- ガゼール・オープン（31話・42話、56話）

## 関連番組
西部警察スペシャル・男たちは燃えた・・・　全国縦断フィーバードキュメント
1984年9月2日の20:00 - 20:54にて放送。構成・演出：星裕夫、ナレーター：矢島正明。構成・演出：星裕夫、ナレーター：矢島正明。視聴率12.1%。
石原裕次郎の病床からのカムバックと、全国縦断ロケを中心としたドキュメント編。
独占!女の60分
本作品と同時期に、土曜正午に放送されていたバラエティ番組。本番組の地方ロケ編が放送される前日に、アタッカー（リポーター）がロケ現場の舞台裏を取り上げていた。同じテレビ朝日系列の番組では同番組以外にも、深夜番組『トゥナイト』でも同様に本作品のロケ現場の舞台裏を取り上げており、こちらは一部ダイジェストで『西部警察 SPECIAL』のDVD特典映像として収録されている。